# Nova Gora (gmina Litija)
Nova Gora – wieś w Słowenii, w gminie Litija. W 2018 roku liczyła 61 mieszkańców.